# Joe Power
Joe (Joseph) Ignatius Power, kanadski hokejist, * 11. januar 1885, † 1. junij 1936.
Power je igral na položaju levega krilnega napadalca za moštvo Quebec Bulldogs od 1902 do 1911. Rodil se je v kraju Sillery, Quebec. Imel je dva brata, ki sta prav tako profesionalno igrala hokej na ledu - Charlesa in Jamesa. 

## Igralska kariera
Power se je leta 1901 pridružil organizaciji Quebec Hockey Club in prvo leto zaigral za njihovo moštvo »Seconds« v ligi CAHL. Leta 1902 se je pridružil njihovemu amaterskemu članskemu moštvu Quebec Bulldogs, za katero je igral do konca sezone 1910/11. Njegova najuspešnejša sezona je bila sezona 1905/06, v kateri je zadel 21 golov na 10 tekmah. V sezoni 1907/08 je zadel 15 golov v 10 tekmah.